# Centrolene geckoidea
Centrolene geckoidea es una especie de anfibio anuro de la familia de las ranas de cristal (Centrolenidae). Se encuentra en peligro crítico de extinción y posiblemente ya esté extinta. Es probable que sus poblaciones se redujeran fuertemente durante los años 90 debido a la quitridiomicosis y esto unido a la pérdida de su hábitat natural la han llevado a esta situación de grave peligro.

## Descripción
Son ranas de tamaño grande llegando a medir hasta 8 cm. Antebrazos musculosos y extremidades posteriores largas y delgadas. Los dedos se encuentras dilatados lateralmente y ensachados distalmente en ambas extremidades. Tegumento con granulos finos sin tubérculos destacados por toda la superficie de manera homogénea. Los machos poseen espinas puntiagudas en la cara anterior del húmero.

## Distribución geográfica y hábitat
Se encuentra en Colombia y Ecuador, en elevaciones desde 1750 a 2500 m s. n. m. En Colombia habita las tres cordilleras, extendiéndose hacia las provincias de Carchi y Pichincha. Se las haya en quebradas de torrente de bosques nublados, en rocas sobre el nivel del agua. Especie territorial que no sobrevive a ambientes degradados.